# Rocznica
Rocznica – dzień przypadający dokładnie w rok, dwa, trzy itd. lata po jakimś fakcie, zdarzeniu. W zależności od wagi wydarzenia rocznica może być okazją do nawiązań w postaci porównań lub wspomnień, a jeżeli wydarzenie to było radosne lub w inny sposób znaczące, to nawet do uroczystych obchodów. Takie obchody nazywa się zazwyczaj świętami, a jeżeli przypadają na rocznicę znaczącą liczbowo – jubileuszami.
Rocznica może dotyczyć np. bitwy, odkrycia, śmierci, wybuchu wojny, wyzwolenia itp.
Niektóre rocznice mają swoje własne nazwy, przykładowo:
- rocznica ślubu — gody
- rocznica urodzenia — urodziny
- rocznica śmierci (urodzenia) patrona imienia — imieniny